# A Született szinglik epizódjainak listája
Ez a cikk a Született szinglik című sorozat epizódjait tartalmazza.

## Évados áttekintés
| Évad | Évad | Epizódok | Eredeti sugárzás     | Eredeti sugárzás  | Eredeti adó | Magyar sugárzás    | Magyar sugárzás     | Magyar adó |
| Évad | Évad | Epizódok | Évadpremier          | Évadfinálé        | Eredeti adó | Évadpremier        | Évadfinálé          | Magyar adó |
| ---- | ---- | -------- | -------------------- | ----------------- | ----------- | ------------------ | ------------------- | ---------- |
|      | 1    | 24       | 2009. szeptember 23. | 2010. május 19.   | ABC         | 2010. október 3.   | 2011. március 20.   | FEM3       |
|      | 2    | 22       | 2010. szeptember 22. | 2011. május 25.   | ABC         | 2011. április 10.  | 2011. szeptember 4. | FEM3       |
|      | 3    | 15       | 2012. február 14.    | 2012. május 29.   | ABC         | 2012. október 20.  | 2012. december 8.   | FEM3       |
|      | 4    | 15       | 2013. január 8.      | 2013. április 9.  | TBS         | 2013. december 19. | 2014. április 3.    | FEM3       |
|      | 5    | 13       | 2014. január 7.      | 2014. április 1.  | TBS         | 2014. december 2.  | 2015. február 24.   | FEM3       |
|      | 6    | 13       | 2015. január 6.      | 2015. március 31. | TBS         | 2015. október 27.  | 2016. január 19.    | FEM3       |

## Epizódok

### 1. évad (2009-2010)
| Sor. | Év. | Cím                                                                  | Rendező            | Író                                                                       | Premier                                | Nézettség    |
| ---- | --- | -------------------------------------------------------------------- | ------------------ | ------------------------------------------------------------------------- | -------------------------------------- | ------------ |
| 1.   | 1.  | Isten hozta a Pumák városában! (Pilot)                               | Bill Lawrence      | Kevin Biegel és Bill Lawrence                                             | 2009. szeptember 23. 2010. október 3.  | 11,28 millió |
| 2.   | 2.  | Irány a vadon (Into the Great Wide Open)                             | Chris Koch         | Bill Lawrence                                                             | 2009. szeptember 30. 2010. október 10. | 9,25 millió  |
| 3.   | 3.  | Miért bánsz így velem? (Don't Do Me Like That)                       | Gail Mancuso       | Kevin Biegel                                                              | 2009. október 7. 2010. október 17.     | 7,84 millió  |
| 4.   | 4.  | Nem hátrálok (I Won't Back Down)                                     | Michael Spiller    | Chrissy Peitroch és Jessica Goldstein                                     | 2009. október 14. 2010. október 24.    | 8,00 millió  |
| 5.   | 5.  | Kikészítesz (You Wreck Me)                                           | Jamie Babbit       | Linda Videtti Figueiredo                                                  | 2009. október 21. 2010. október 31.    | 7,31 millió  |
| 6.   | 6.  | A szerelmes nő (nem én) (A Woman in Love (It's Not Me))              | Ken Whittingham    | Ryan Koh                                                                  | 2009. október 28. 2010. november 7.    | 7,54 millió  |
| 7.   | 7.  | Ide ne told a képed többet (Don't Come Around Here No More)          | Sanjay Shah        | Sanjay Shah                                                               | 2009. november 4. 2010. november 14.   | 6,87 millió  |
| 8.   | 8.  | Párbaj (Two Gunslingers)                                             | Phil Traill        | Mary Fitzpatrick                                                          | 2009. november 18. 2010. november 21.  | 7,92 millió  |
| 9.   | 9.  | Az új barátnő (Here Comes My Girl)                                   | Lee Shallat-Chemel | Sam Laybourne                                                             | 2009. november 25. 2010. november 28.  | 5,54 millió  |
| 10.  | 10. | A rejtélyek embere (Mystery Man)                                     | John Putch         | Történet: Kevin Biegel Tévéjáték: Christine Pietrosh és Jessica Goldstein | 2009. december 9. 2010. december 5.    | 7,01 millió  |
| 11.  | 11. | Vastag bőr (Rhino Skin)                                              | Millicent Shelton  | Kate Purdy                                                                | 2010. január 6. 2010. december 12.     | 7,88 millió  |
| 12.  | 12. | A titok (Scare Easy)                                                 | Chris Koch         | Kevin Biegel                                                              | 2010. január 13. 2010. december 19.    | 7,27 millió  |
| 13.  | 13. | Játszadozások (Stop Dragging My Heart Around)                        | Michael McDonald   | Mara Brock Akil                                                           | 2010. január 20. 2011. január 2.       | 7,54 millió  |
| 14.  | 14. | Helytelen cselekedetek (All the Wrong Reasons)                       | Michael Spiller    | Peter Saji                                                                | 2010. február 3. 2011. január 9.       | 6,26 millió  |
| 15.  | 15. | Rossz fiú (When a Kid Goes Bad)                                      | Michael McDonald   | Linda Videtti Figueiredo                                                  | 2010. február 10. 2011. január 16.     | 6,41 millió  |
| 16.  | 16. | Te meg hogy keveredtél az életembe? (What Are You Doin' in My Life?) | Gail Mancuso       | Jessica Goldstein és Chrissy Pietrosh                                     | 2010. március 3. 2011. január 23.      | 5,35 millió  |
| 17.  | 17. | Számítok rád (Counting on You)                                       | Gail Mancuso       | Melody Derloshon                                                          | 2010. március 10. 2011. január 30.     | 6,10 millió  |
| 18.  | 18. | Változások kora (Turn This Car Around)                               | John Putch         | Kate Purdy                                                                | 2010. március 24. 2011. február 6.     | 6,28 millió  |
| 19.  | 19. | A mindenes (Everything Man)                                          | Michael McDonald   | Sam Laybourne                                                             | 2010. március 31. 2011. február 13.    | 6,01 millió  |
| 20.  | 20. | Ébredések kora (Wake Up Time)                                        | John Putch         | Michael McDonald                                                          | 2010. április 14. 2011. február 20.    | 5,80 millió  |
| 21.  | 21. | El kell, hogy engedj (Letting You Go)                                | Michael McDonald   | Mara Brock Akil                                                           | 2010. április 28. 2011. február 27.    | 6,49 millió  |
| 22.  | 22. | Eláraszt az életerő (Feel a Whole Lot Better)                        | John Putch         | Sanjay Shah                                                               | 2010. május 5. 2011. március 6.        | 5,94 millió  |
| 23.  | 23. | Összeomlás (Breakdown)                                               | Bill Lawrence      | Bill Lawrence és Kevin Biegel                                             | 2010. május 12. 2011. március 13.      | 6,23 millió  |
| 24.  | 24. | Egyszer minden kiderül (Finding Out)                                 | Michael McDonald   | Ryan Koh                                                                  | 2010. május 19. 2011. március 20.      | 6,14 millió  |

### 2. évad (2010-2011)
| Sor. | Év. | Cím                                                                    | Rendező          | Író                                   | Premier                                | Nézettség   |
| ---- | --- | ---------------------------------------------------------------------- | ---------------- | ------------------------------------- | -------------------------------------- | ----------- |
| 25.  | 1.  | Kavarodás (All Mixed Up)                                               | Bill Lawrence    | Kevin Biegel és Bill Lawrence         | 2010. szeptember 22. 2011. április 10. | 8,32 millió |
| 26.  | 2.  | Engedd el magad (Let Yourself Go)                                      | Michael McDonald | Kevin Biegel                          | 2010. szeptember 29. 2011. április 17. | 6,97 millió |
| 27.  | 3.  | Őrjárat (Makin' Some Noise)                                            | John Putch       | Sam Laybourne                         | 2010. október 6. 2011. április 24.     | 7,10 millió |
| 28.  | 4.  | Károk (The Damage You've Done)                                         | John Putch       | Chrissy Pietrosh és Jessica Goldstein | 2010. október 13. 2011. május 1.       | 7,23 millió |
| 29.  | 5.  | Életben maradni (Keeping Me Alive)                                     | Michael McDonald | Sanjay Shah                           | 2010. október 20. 2011. május 8.       | 7,38 millió |
| 30.  | 6.  | Halloween (You Don't Know How It Feels)                                | Michael McDonald | Blake McCormick                       | 2010. október 27. 2011. május 15.      | 8,16 millió |
| 31.  | 7.  | Már megint átvertek (Fooled Again (I Don't Like It))                   | John Putch       | Peter Saji és Melody Derloshon        | 2010. november 3. 2011. május 22.      | 7,43 millió |
| 32.  | 8.  | Lánykák (Little Girl Blues)                                            | Michael McDonald | Kate Purdy                            | 2010. november 17. 2011. május 29.     | 7,05 millió |
| 33.  | 9.  | Eljön az ideje (When the Time Comes)                                   | Bruce Leddy      | Mary Fitzgerald                       | 2010. november 24. 2011. június 5.     | 6,62 millió |
| 34.  | 10. | Régi történetek (The Same Old You)                                     | Michael McDonald | Ryan Koh                              | 2010. december 8. 2011. június 12.     | 6,44 millió |
| 35.  | 11. | Nem kell sírni (No Reason to Cry)                                      | Gail Mancuso     | Gregg Mettler                         | 2011. január 5. 2011. június 19.       | 6,57 millió |
| 36.  | 12. | Lenne itt még valami (A Thing About You)                               | Gail Mancuso     | Mary Fitzgerald és Kate Purdy         | 2011. január 19. 2011. június 26.      | 5,68 millió |
| 37.  | 13. | Elveszett gyerekek (Lost Children)                                     | Michael McDonald | Ryan Koh és Sam Laybourne             | 2011. január 26. 2011. július 3.       | 5,03 millió |
| 38.  | 14. | Öntsd ki a szíved (Cry to Me)                                          | Bruce Leddy      | Melody Deloshon                       | 2011. február 2. 2011. július 10.      | 6,51 millió |
| 39.  | 15. | Falak (Walls)                                                          | Bill Lawrence    | Sean Lavery                           | 2011. április 18. 2011. július 17.     | 7,88 millió |
| 40.  | 16. | Baba-para (Baby's a Rock 'N' Roller)                                   | Michael McDonald | Peter Saji                            | 2011. április 20. 2011. július 24.     | 6,18 millió |
| 41.  | 17. | Megkapod (You're Gonna Get It)                                         | Michael McDonald | Michael McDonald                      | 2011. április 27. 2011. július 31.     | 5,62 millió |
| 42.  | 18. | A nagy döntés (Lonesome Sundown)                                       | Bruce Leddy      | Sanjay Shah és Blake McCormick        | 2011. május 4. 2011. augusztus 7.      | 5,49 millió |
| 43.  | 19. | Szívbajok (Damaged by Love)                                            | Michael McDonald | Aaron Ho                              | 2011. május 11. 2011. augusztus 14.    | 6,02 millió |
| 44.  | 20. | Tanácsok (Free Fallin')                                                | Michael McDonald | Gregg Mettler                         | 2011. május 18. 2011. augusztus 21.    | 5,23 millió |
| 45.  | 21. | Ebből még valami jó is kisülhet 1. rész (Something Good Coming Part 1) | Michael McDonald | Jessica Goldstein és Chrissy Pietrosh | 2011. május 25. 2011. augusztus 28.    | 5,01 millió |
| 46.  | 22. | Ebből még valami jó is kisülhet 2. rész (Something Good Coming Part 2) | Bill Lawrence    | Bill Lawrence és Kevin Biegel         | 2011. május 25. 2011. szeptember 4.    | 5,01 millió |

### 3. évad (2012)
| Sor. | Év. | Cím                                                       | Rendező          | Író                                   | Premier                              | Nézettség   |
| ---- | --- | --------------------------------------------------------- | ---------------- | ------------------------------------- | ------------------------------------ | ----------- |
| 47.  | 1.  | A szerelem furcsaságai (Ain’t Love Strange)               | Bill Lawrence    | Bill Lawrence                         | 2012. február 14. 2012. október 20.  | 4,88 millió |
| 48.  | 2.  | Koszorúslányok (A Mind With a Heart of Its Own)           | John Putch       | Chrissy Pietrosh és Jessica Goldstein | 2012. február 21. 2012. október 20.  | 4,49 millió |
| 49.  | 3.  | Veszélyes játék (Lover's Touch)                           | Michael McDonald | Michael McDonald                      | 2012. február 28. 2012. október 27.  | 4,30 millió |
| 50.  | 4.  | Telihold (Full Moon Fever)                                | Courteney Cox    | Sanjay Shah                           | 2012. március 6. 2012. október 27.   | 4,33 millió |
| 51.  | 5.  | Csókolj meg, Angie (A One Story Town)                     | Bill Lawrence    | Kevin Biegel                          | 2012. március 13. 2012. november 3.  | 4,17 millió |
| 52.  | 6.  | A nagy durranás (Something Big)                           | Michael McDonald | Gregg Mettler                         | 2012. március 20. 2012. november 3.  | 4,38 millió |
| 53.  | 7.  | Még meggondolhatod magad (You Can Still Change Your Mind) | John Putch       | Blake McCormick                       | 2012. április 10. 2012. november 10. | 4,81 millió |
| 54.  | 8.  | Szobrozás (Ways to Be Wicked)                             | Bruce Leddy      | Sam Laybourne                         | 2012. április 17. 2012. november 10. | 4,45 millió |
| 55.  | 9.  | A pénz az úr (Money Becomes King)                         | Michael McDonald | Ryan Koh                              | 2012. április 24. 2012. november 17. | 4,89 millió |
| 56.  | 10. | Déliesen (Southern Accents)                               | Bruce Leddy      | Kate Purdy                            | 2012. május 1. 2012. november 17.    | 4,77 millió |
| 57.  | 11. | Lenn, délen (Down South)                                  | John Putch       | Mary Fitzgerald                       | 2012. május 8. 2012. november 24.    | 4,63 millió |
| 58.  | 12. | Első lépés (Square One)                                   | Courteney Cox    | Peter Saji                            | 2012. május 15. 2012. november 24.   | 3,31 millió |
| 59.  | 13. | Menni fog (It'll All Work Out)                            | John Putch       | Melody Derloshon                      | 2012. május 15. 2012. december 1.    | 3,22 millió |
| 60.  | 14. | Az én életem (My Life)                                    | John Putch       | Kevin Biegel                          | 2012. május 29. 2012. december 1.    | 3,42 millió |
| 61.  | 15. | A te világod (Your World)                                 | John Putch       | Bill Lawrence                         | 2012. május 29. 2012. december 8.    | 3,42 millió |

### 4. évad (2013)
| Sor. | Év. | Cím                                         | Rendező                | Író                                   | Premier                             | Nézettség   |
| ---- | --- | ------------------------------------------- | ---------------------- | ------------------------------------- | ----------------------------------- | ----------- |
| 62.  | 1.  | Szomorú vasárnap (Blue Sunday)              | Courteney Cox          | Bill Lawrence                         | 2013. január 8. 2013. december 19.  | 2,18 millió |
| 63.  | 2.  | Tudnom kell (I Need to Know)                | Courteney Cox          | Chrissy Pietrosh és Jessica Goldstein | 2013. január 15. 2014. január 2.    | 2,02 millió |
| 64.  | 3.  | Két világ között (Between Two Worlds)       | John Putch             | Kevin Biegel                          | 2013. január 22. 2014. január 9.    | 2,04 millió |
| 65.  | 4.  | Tudhattam volna (I Should Have Known It)    | Michael McDonald       | Melody Derloshon                      | 2013. január 29. 2014. január 16.   | 2,06 millió |
| 66.  | 5.  | Valóra vált álom (Runnin' Down A Dream)     | John Putch             | Justin Halpern és Patrick Schumacker  | 2013. február 5. 2014. január 23.   | 2,10 millió |
| 67.  | 6.  | Nyughatatlan (Restless)                     | Courteney Cox          | Austen Faggen                         | 2013. február 12. 2014. január 30.  | 2,43 millió |
| 68.  | 7.  | Flört az idővel (Flirting With Time)        | Courteney Cox          | Blake McCormick                       | 2013. február 19. 2014. február 6.  | 2,18 millió |
| 69.  | 8.  | Még találkozunk (You and I Will Meet Again) | John Putch             | Peter Saji                            | 2013. február 26. 2014. február 13. | 1,93 millió |
| 70.  | 9.  | A nagy átalakítás (Make It Better)          | Courteney Cox          | Rachel Specter és Audrey Wauchope     | 2013. március 5. 2014. február 20.  | 1,71 millió |
| 71.  | 10. | Mondd meg te (You Tell Me)                  | Michael McDonald       | Brad Morris és Emily Wilson           | 2013. március 12. 2014. február 27. | 1,60 millió |
| 72.  | 11. | Legalább ennyi (Saving Grace)               | Michael McDonald       | Blake McCormick                       | 2013. március 19. 2014. március 6.  | 1,87 millió |
| 73.  | 12. | Az én városom (This Old Town)               | John Putch             | Melody Derloshon                      | 2013. március 26. 2014. március 13. | 1,75 millió |
| 74.  | 13. | Tipikus bűnöző (The Criminal Kind)          | Randall Keenan Winston | Sean Lavery                           | 2013. április 2. 2014. március 20.  | 1,94 millió |
| 75.  | 14. | Ne hagyjatok itt (Don't Fade on Me)         | John Putch             | Melody Derloshon és Blake McCormick   | 2013. április 9. 2014. március 27.  | 1,81 millió |
| 76.  | 15. | Utazunk (Have Love Will Travel)             | John Putch             | Mary Fitzgerald és Peter Saji         | 2013. április 9. 2014. április 3.   | 1,38 millió |

### 5. évad (2014)
| Sor. | Év. | Cím                                                 | Rendező          | Író                               | Premier                             | Nézettség   |
| ---- | --- | --------------------------------------------------- | ---------------- | --------------------------------- | ----------------------------------- | ----------- |
| 77.  | 1.  | Mindent vagy semmit (All or Nothing)                | Michael McDonald | Blake McCormick                   | 2014. január 7. 2014. december 2.   | 1,94 millió |
| 78.  | 2.  | Mint a gyémánt (Like a Diamond)                     | Brian Van Holt   | Melody Derloshon                  | 2014. január 14. 2014. december 9.  | 1,55 millió |
| 79.  | 3.  | Függök tőled (Depending on You)                     | Courteney Cox    | Melody Derloshon                  | 2014. január 21. 2014. december 16. | 1,70 millió |
| 80.  | 4.  | Utazás a kalózok öblébe (The Trip to Pirate's Cove) | John Putch       | Peter Saji                        | 2014. január 28. 2014. december 23. | 1,43 millió |
| 81.  | 5.  | Keményen (Hard on Me)                               | John Putch       | Mary Fitzgerald                   | 2014. február 4. 2014. december 30. | 1,59 millió |
| 82.  | 6.  | Repülni tanulok (Learning to Fly)                   | John Putch       | Michael Lisbe és Nate Reger       | 2014. február 11. 2015. január 6.   | 1,20 millió |
| 83.  | 7.  | Ideje továbbállni (Time to Move On)                 | Sam Jones        | Brad Morris és Emily Wilson       | 2014. február 18. 2015. január 13.  | 1,45 millió |
| 84.  | 8.  | A szerelem misztériuma (Mystery of Love)            | Courteney Cox    | Rachel Specter és Audrey Wauchope | 2014. február 25. 2015. január 20.  | 1,31 millió |
| 85.  | 9.  | Semmi sem elég (Too Much Ain't Enough)              | Josh Hopkins     | Sean Lavery                       | 2014. március 4. 2015. január 27.   | 1,33 millió |
| 86.  | 10. | Túl szép, hogy igaz legyen (Too Good to be True)    | John Putch       | Jen D'Angelo                      | 2014. március 11. 2015. február 3.  | 1,34 millió |
| 87.  | 11. | Menekült (Refugee)                                  | Michael McDonald | Michael Lisbe és Nate Reger       | 2014. március 18. 2015. február 10. | 1,22 millió |
| 88.  | 12. | A szerelem sötét verem (Love Is a Long Road)        | Michael McDonald | Mary Fitzgerald                   | 2014. március 25. 2015. február 17. | 1,54 millió |
| 89.  | 13. | Van esély (We Stand a Chance)                       | Courteney Cox    | Peter Saji                        | 2014. április 1. 2015. február 24.  | 1,53 millió |

### 6. évad (2015)
| Sor. | Év. | Cím                                               | Rendező          | Író                                            | Premier                              | Nézettség   |
| ---- | --- | ------------------------------------------------- | ---------------- | ---------------------------------------------- | ------------------------------------ | ----------- |
| 90.  | 1.  | Amerikai álom: a B terv (American Dream Plan B)   | Courteney Cox    | Blake McCormick                                | 2015. január 6. 2015. október 27.    | 1,04 millió |
| 91.  | 2.  | A felnőtt fiú (Full Grown Boy)                    | John Putch       | Kevin Biegel                                   | 2015. január 13. 2015. november 3.   | 0,88 millió |
| 92.  | 3.  | Kell egy barát (To Find a Friend)                 | John Putch       | Melody Derloshon                               | 2015. január 20. 2015. november 10.  | 0,85 millió |
| 93.  | 4.  | Az estére várva (Waiting for Tonight)             | Michael McDonald | Brad Morris és Emily Wilson                    | 2015. január 27. 2015. november 17.  | 1,04 millió |
| 94.  | 5.  | Amikor a vesztesek egyenlítenek (Even the Losers) | Busy Philipps    | Sean Lavery                                    | 2015. február 3. 2015. november 24.  | 0,87 millió |
| 95.  | 6.  | A helytelen cselekedet (The Wrong Thing to Do)    | John Putch       | Eric Ernst                                     | 2015. február 10. 2015. december 1.  | 0,91 millió |
| 96.  | 7.  | Vad marad örökre (The Wild One, Forever)          | Josh Hopkins     | Blake McCormick                                | 2015. február 17. 2015. december 8.  | 1,32 millió |
| 97.  | 8.  | Csak az enyém (This One's for Me)                 | Michael McDonald | Brad Morris és Emily Wilson                    | 2015. február 24. 2015. december 15. | 1,07 millió |
| 98.  | 9.  | Két férfi beszélget (Two Men Talking)             | John Putch       | Melody Derloshon                               | 2015. március 3. 2015. december 22.  | 0,99 millió |
| 99.  | 10. | Rossz vagy (Yer So Bad)                           | John Putch       | Sean Lavery                                    | 2015. március 10. 2015. december 29. | 1,22 millió |
| 100. | 11. | A feladat (Climb That Hill)                       | Courtney Rowe    | Melody Derloshon                               | 2015. március 17. 2016. január 5.    | 1,37 millió |
| 101. | 12. | Az érme két oldala (A Two Story Town)             | John Putch       | Sean Lavery, Brad Morris és Emily Wilson       | 2015. március 24. 2016. január 12.   | 1,21 millió |
| 102. | 13. | Mary Jane utolsó tánca (Mary Jane's Last Dance)   | Courteney Cox    | Bill Lawrence, Blake McCormick és Kevin Biegel | 2015. március 31. 2016. január 19.   | 1,24 millió |